# Деловой Интернет
Деловой Интернет — отраслевая конференция, объединяющая специалистов в области интернет-технологий, интернет-маркетинга и рекламы в Белоруссии. В конференции принимают участие руководители и специалисты, маркетологи, программисты, преподаватели профильных специальностей ВУЗов, а также все, кто в силу своей деятельности использует интернет для работы. Мероприятие было создано с целью внедрения информационных технологий в профессиональную и повседневную жизнь белорусов.

## История
- Впервые «Деловой Интернет» состоялся под Минском 5—6 октября 2006 года. Мероприятие посетили более 270 человек. Организаторами выступили белорусский интернет-портал TUT.BY и Республиканское объединение «Белтелеком».
- Вторая конференция состоялась 4—5 октября 2007 года на базе СОК «Юность» под Минском и собрала более 600 участников, которые заслушали 85 докладов.
- Третья конференция прошла в Национальной библиотеке Беларуси 9—10 октября 2008 года и собрала около 1000 участников. В конференции приняли участие приглашённые представители Яндекс, Google, Odnoklassniki.ru и многие другие гости.
- Четвёртый «Деловой интернет» состоялся 15-16 октября 2009 года и собрал рекордное количество участников — свыше 1500. В рамках конференции прошла мини-выставка интернет-проектов, презентации стартапов перед инвесторами.
- В свой пятый, юбилейный раз конференция вернулась в «Загорье» и продлилась четыре дня (14-17 октября 2010) вместо традиционных двух. Программа расширилась за счёт новых проектов — DevCamp (не-конференции для разработчиков), Mashpit (случайной встрече креаторов из области дизайна и разработки проектов) и Meeup «Social Change» (встреча и общение на тему изменения жизни человека с появлением в ней технологий). На конференции помимо прочих выступали такие спикеры, как Владимир Долгов, Дмитрий Сатин, а также Аркадий Добкин — создатель Epam Systems.
- В 2013 году конференция проходит 10-11 октября[1].

## Тематика
Тема и количество секций и круглых столов конференции меняются каждый год с учётом трендов интернет-рынка.
Основные направления:
- Аудитория белорусского интернет-рынка
- E-commerce
- Интернет-реклама в Беларуси: состояние рынка, перспективы
- Интернет-технологии в обучении: практика e-learning
- Стратегия развития информационного общества в Беларуси
- Электронные информационные ресурсы для бизнеса и экономики
- SEO-бизнес в Беларуси
- SMO и скрытый маркетинг
- СМИ в интернете
- Стартапы и инвесторы

## Партнёры
Организатор конференции — белорусский интернет-портал TUT.BY. Мероприятие проводится под патронажем ассоциации «Белинфоком». Генеральным партнёром конференции с 2006 по 2010 годы выступал «Белтелеком». В 2011 году конференция прошла при поддержке компании «Атлант Телеком». «Деловой Интернет» собирает всё большее количество партнёров и спонсоров: в 2012 их число увеличилось до 26.

## Социальная ответственность бизнеса
Так как «Деловой Интернет» является самым значительным событием Байнета и собирает большое количество работников предприятий из самых разных сфер, он смог послужить проводником идеи экологически сознательного образа жизни. Во время проведения мероприятия в 2009 году 1500 участников использовали только экологически чистую продукцию — картонные ручки, пакеты, бейджи.